# Danmarks Kommunistiske Ungdom
Danmarks Kommunistiske Ungdom, forkortet DKU, var mellem 1919 og 1990 ungdomsorganisation for Danmarks Kommunistiske Parti.

## Om organisationen
DKU havde sine rødder i Socialdemokratisk Ungdomsforbund, grundlagt i 1906 som ungdomsorganisation for Socialdemokraterne. Efter splittelse i moderpartiet brød en del af ungdomsorganisationen ud og tilsluttede sig i stedet DKP. DKU selv daterede sig til 1906, men reelt var ungdomsorganisationen socialdemokratisk frem til splittelsen i 1919.
I foråret 1921 tilsluttede DKU sig Kommunistiske Ungdomsinternationale, i oktober samme år tog organisationen navneforandring til Kommunistisk Ungdoms Forbund (KUF). I 1924 ændrede KUF navn igen, denne gang til Danmarks Kommunistiske Ungdom (DKU), et navn organisationen beholdt resten af sin levetid.
Før krigen var DKU medlem af Kommunistisk Ungdomsinternationale, denne blev dog nedlagt på grund af 2. verdenskrig. Efter krigen blev DKU medlem af World Federation of Democratic Youth, som de betegnede "som en bred demokratisk og anti-fascistisk ungdomsbevægelse".